# Asparagus palaestinus
Asparagus palaestinus — вид рослин із родини холодкових (Asparagaceae).

## Біоморфологічна характеристика
Прямовисна чи витка трава до 2 м. Гілки складні, слабо зигзагоподібні. Шпора 2–6 мм. Кладодії 8–10 у нещільному пучку, 6–18 × 0.1–0.15 мм, зелені й гострі. Квітки по 1–3 у пучку. Квітконіжки 8–15 мм. Чоловіча оцвітина 4.5–5.5 мм, кремова з зеленуватим чи коричнюватим. Пиляки 1–1.3 мм. Ягода червона, ≈ 10 мм. Період цвітіння: травень — липень.

## Середовище проживання
Зростає в Ізраїлі (Йорданська долина) й Туреччині.
Населяє кам'янисті схили, береги річок, живоплоти, виноградники, поля.